# Tamra Rosanes

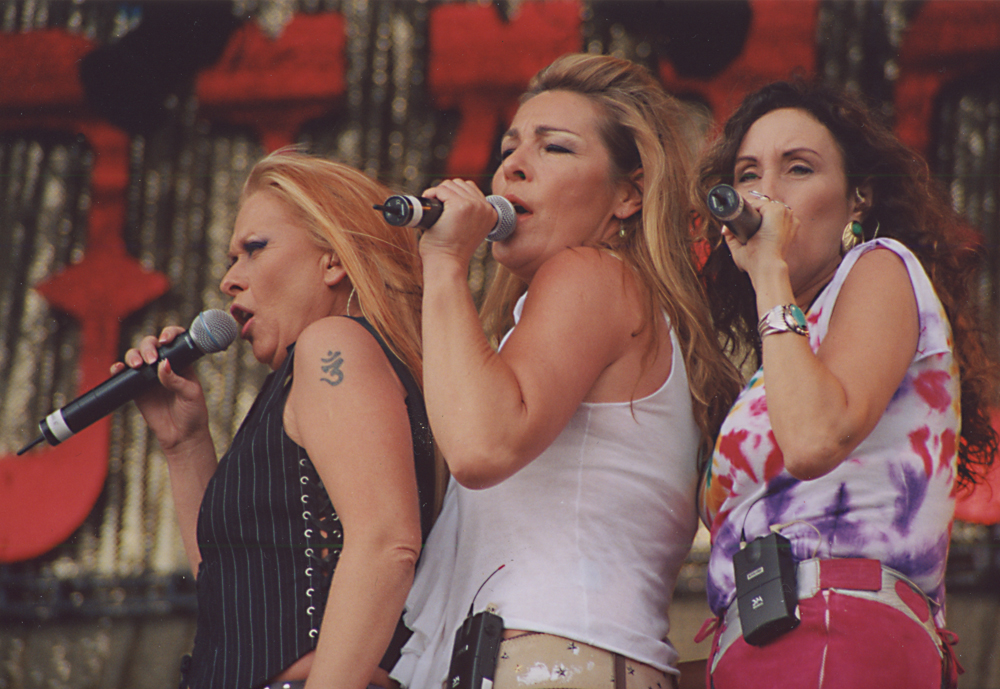
Tamra Rosanes, längst till höger, i gruppen Cowgirls.

Tamra Rosanes, född 24 oktober 1951, är en dansk-amerikansk countrysångerska och singer-songwriter som framförallt varit verksam i Danmark. Hon kom till Danmark 1972 efter att ha träffat en dansk man på en resa. De skilde sig men hon stannade i Danmark. På 1980-talet var hon med i flera band och 1987 spelade hon in ett pop-album. År 1991 gav hon ut sitt första renodlade country-album med vilket hon fick ett stort genombrott. Hon kallas Danmarks okrönta countrydrottning och 2001 skapade hon countrygruppen "Cowgirls" med Sanne Salomonsen och Lis Sörensen. Hon har varit med flera gånger i de danska uttagningarna till Eurovision Song Contest, Dansk Melodi Grand Prix.

## Album
- 1987 – Tamra 22 (Harlekin)
- 1991 – Gentle Fire (EMI/MEDLEY)
- 1992 – Good Times (EMI/MEDLEY)
- 1993 – Footloose (EMI/MEDLEY)
- 1995 – Countryroots (EMI/MEDLEY)
- 1996 – With Strings (EMI/MEDLEY), Live med Danmarks Radios Underholdningsorkestret
- 1999 – Pleasure & Pain (CMC records)
- 2000 – Like I Like it (CMCrecords)
- 2001 – Cowgirls (EMI/CMCrecords)
- 2002 – Countryparty (EMI/CMCrecords)
- 2003 – Cowgirl In Love ((EMI/CMCrecords)
- 2004 – Over The Ocean (CMCrecords)
- 2006 – LineDANCEparty (My Way Music)
- 2012 – The Very Best Of (Capitol)
- 2014 – Rockabilly Heart (Target)
- 2015 – Custom Made (Target)